# Perrysville (Indiana)
Perrysville és una població dels Estats Units a l'estat d'Indiana. Segons el cens del 2000 tenia 502 habitants.

## Demografia
Segons el cens del 2000, Perrysville tenia 502 habitants, 198 habitatges, i 139 famílies. La densitat de població era de 775,3 habitants/km².
Dels 198 habitatges en un 30,8% hi vivien nens de menys de 18 anys, en un 59,6% hi vivien parelles casades, en un 6,6% dones solteres, i en un 29,3% no eren unitats familiars. En el 24,2% dels habitatges hi vivien persones soles l'11,1% de les quals corresponia a persones de 65 anys o més que vivien soles. El nombre mitjà de persones vivint en cada habitatge era de 2,54 i el nombre mitjà de persones que vivien en cada família era de 3,04.
Per edats la població es repartia de la següent manera: un 25,5% tenia menys de 18 anys, un 9,6% entre 18 i 24, un 27,7% entre 25 i 44, un 25,3% de 45 a 60 i un 12% 65 anys o més.
L'edat mediana era de 37 anys. Per cada 100 dones de 18 o més anys hi havia 104,4 homes.
La renda mediana per habitatge era de 33.929 $ i la renda mediana per família de 36.667 $. Els homes tenien una renda mediana de 29.583 $ mentre que les dones 22.969 $. La renda per capita de la població era de 15.455 $. Entorn del 5,1% de les famílies i el 9,2% de la població estaven per davall del llindar de pobresa.

## Poblacions properes
El següent diagrama mostra les poblacions més properes.